# Polar Bear (Hilversum)
Polar Bear is een bevrijdingsmonument in de Nederlandse plaats Hilversum (provincie Noord-Holland). Het beeld staat tegenover Grand Hotel Gooiland bij de rotonde aan de Emmastraat. Het monument herinnert aan de bevrijding van Hilversum op 7 mei 1945. Bij de intocht vanuit Utrecht van dertig verkenners van de Britse 49e Infanteriedivisie - bijgenaamd Polar Bears - stonden die dag duizenden Hilversummers te wachten bij Gooiland. Het beeld werd op Bevrijdingsdag 5 mei 2020 onthuld door burgemeester Broertjes, ter gelegenheid van 75 jaar bevrijding. Ook de moeder van burgemeester Broertjes stond op 7 mei 1945 bij Gooiland om de Polar Bears toe te juichen. Vanwege de coronacrisis waren bij de onthulling op 5 mei 2020 slechts een handjevol belangstellenden aanwezig.

## Ontwerp
Het logo van de Polar Bears diende als inspiratiebron voor het driedimensionale beeld. Het monument bestaat uit een witmarmeren beer op een hardstenen sokkel in de vorm van de letter V. De V stond in de oorlog voor 'victory' maar bij het beeld voor 'Vrijheid'. De Polar Bear staat met opengesperde bek en opgeheven hoofd om fierheid, strijdvaardigheid en kracht uit te stralen. 
Het beeld is gemaakt door Slotboom Steenhouwers uit Winterswijk naar een ontwerp van de Hilversumse kunstenaar Sven Lamme, die het marmer uitzocht in het Italiaanse Carrara. Lamme ontwierp eerder ook het MH17-monument in het Hilversumse Dudokpark.
Bordje
Bij het beeld staat een bordje met de tekst: 
POLAR BEAR - 2020 - Sven Lamme 
Op 7 mei 1945 werd Hilversum bevrijd. Tegen het middaguur reden de eerste geallieerde militairen de stad binnen. Zij behoorden tot de Britse 49e (West Riding) Infanterie Divisie met de bijnaam de Polar Bears. Op de trappen van Grand Hotel Gooiland werden zij verwelkomd door de Hilversummers